# Charlotte Laurier
Charlotte Laurier (* 18. November 1966 in Montréal, Québec) ist eine kanadische Schauspielerin. 

## Leben und Leistungen
Charlotte Laurier hat acht Geschwister. Ihre jüngere Schwester ist die Schauspielerin Lucie Laurier. Ihre Mutter Jeanne stammt aus dem französischen Teil Kanadas, und ihr Vater Raymond kommt aus Frankreich. 
Laurier hatte ihr beachtetes Filmdebüt im Alter von vierzehn Jahren in einer tragenden Rolle im Film Weg mit Schaden (Les Bons débarras) (1980). Eine kleinere Nebenrolle verkörperte sie im US-amerikanischen Filmdrama Agnes – Engel im Feuer (1985) mit Jane Fonda, Anne Bancroft und Meg Tilly unter der Regie von Norman Jewison. Im Film Montreal Sextet (Montréal vu par...) (1991) arbeitete Laurier mit Regisseurin Léa Pool zusammen. In der dramatischen Fernsehserie Scoop – Die Aufreißer spielte sie jahrelang die Zeitungsjournalistin Gabriella Salvatore an der Seite von Macha Grenon, Roy Dupuis und Rémy Girard. In der Filmkomödie J’en suis! (1997) stellte sie Maude dar, die Ehefrau des Hauptcharakters, der von Roy Dupuis gespielt wurde.  
Nominierungen für Genie Awards als beste Hauptdarstellerin hatte Charlotte Laurier 1981 für Weg mit Schaden (Les Bons débarras) und 1986 für The Dame in Color (La Dame en couleurs). Beim Prix Jutra wurde sie im Jahr 1999 für den Film 2 Seconds (2 secondes) als beste Schauspielerin nominiert.

## Filmografie (Auswahl)
- 1980: Weg mit Schaden (Les Bons débarras)
- 1981: Une aurore boréale
- 1983: The Tin Flute (Bonheur d’occasion)
- 1984: Starbreaker
- 1985: The Dame in Color (La Dame en couleurs)
- 1985: Agnes – Engel im Feuer (Agnes of God)
- 1988: Les Tisserands du pouvoir (Miniserie)
- 1988: Revolving Doors (Les portes tournantes)
- 1989: Vent de galerne
- 1990: Rivalinnen – Eine herzzerreißende Komödie (Une histoire inventée)
- 1990: Le Party
- 1990: Babylone
- 1991: Les Naufragés du Labrador
- 1991: Montreal Sextet (Montréal vu par …)
- 1992: Scoop – Die Aufreißer (Scoop, Fernsehserie)
- 1996: Jasmine (Fernsehserie)
- 1997: L’hypothèse rivale
- 1997: J’en suis!
- 1998: Quai #1
- 1998: 2 Seconds (2 secondes)
- 1998: Alchimie der Liebe (Quelque chose d’organique)